# Sven Winkel
Sven Winkel (12 oktober 1981) is een Nederlandse dammer en neuropsycholoog. Hij begon op elfjarige leeftijd met dammen en debuteerde tien jaar later na een succesvolle damjeugd met deelname aan internationale jeugdkampioenschappen in het Nederlands kampioenschap. Hij was finalist in het Nederlands kampioenschap van 2002, 2003, 2005, 2007, 2008, 2009 met als beste resultaat een gedeelde vierde plaats in 2009. 
Winkel nam deel aan het Europees kampioenschap 2008 en eindigde met 10 uit 9 op de 25e plaats. Hij eindigt regelmatig vooraan in internationale toernooien zoals met een tweede plaats in de Nijmegen Open 2007 en een gedeelde vierde plaats in het Bijlmertoernooi 2007. Hij werd Nederlands clubkampioen in 2002 met damclub Westerhaar en in 2008 en 2009 met damclub Schiedam. Sinds 2011 speelt hij voor Damvereniging Denk en Zet Culemborg.
Hij heeft bij de KNDB de titel nationaal meester en een rating van 1452 per 1 juli 2009 en staat daarmee op de 31e plaats van de A-lijst. Bij de FMJD heeft hij de titel internationaal meester en een rating van 2323 per 1 januari 2010. 